# Cecropia peltata
Cecropia peltata é uma árvore da família das urticáceas (Urticaceae), nativa, não endêmica do Brasil. É considerada uma das cem piores espécies invasoras do mundo. Quando introduzida é considerada erva daninha ao longo de cursos de água, margens de estradas e terras abandonadas. Alguns de seus nomes populares são embaúba ou caxeta. Consta em vigésimo na lista das 100 das espécies exóticas invasoras mais daninhas do mundo da União Internacional para a Conservação da Natureza (UICN)

## Morfologia
C. peltata atinge alturas entre 20 e 25 metros. Suas frutas são dispostas num aglomerado carnudo, cilíndrico, de cor amarelada, com dois a cinco centímetros de comprimento; suas sementes são numerosas, com tamanho de 1,9 milímetros e massa de 1,6 miligramas; as raízes aéreas são muitas vezes conspícuas, pois a árvore é encontrada frequentemente em declives íngremes. Os corpos müllerianos e outros órgãos especializados para associação com formigas são amplamente ausentes nas populações de Caribe.

### Folhas
Suas folhas são bastante lobadas, são de digitadas a ovadas, de dez a cinquenta centímetros de largura, verde escuras, escabrosa na face superior e branco-tomentosa na face inferior, contém um látex leitoso.

### Tronco
Seu tronco é delgado, atinge até cinquenta centímetros de diâmetro, é oco, dividido nos nós conspícuos, possui cicatrizes estipulares e grandes cicatrizes em forma de "U"; sua casca é de cor cinza avermelhada.

### Flores
As fêmeas produzem quatro espádices por inflorescência que podem conter muitas centenas de (até oitocentas) pequenas frutas com uma só semente cada.

### Semelhança com outras espécies
A C. peltata é morfologicamente semelhante à C. concolor, C. pachystachya, C. obtusifolia e C. palmata e é diferenciada da C. palmata na Flórida (EUA) por ter os lobos das folhas separados num terço do seu comprimento ao invés de ser inteiramente separado. Ela também se confunde com a C. schreberiana.

## Genética
A cecrópia possui 2n=28 cromossomos.

## Ecologia
C. peltata é uma árvore dioica, perenifólia, heliófita, intolerante a sombra, de crescimento rápido, descrita como pioneira, ou de sucessão adiantada, ou sucessão intermediária adiantada, ou secundária dominante; costuma surgir em áreas degradadas, em encostas íngremes ao lado de margens de rios, em clareiras e onde ocorreu deslizamento de terra. Bem adaptada a regiões tropicais e subtropicais úmidas, é intolerante a congelamento; não ocorre em áreas costeiras e áreas calcárias secas e pode crescer em solos de pH neutro a ácido, em diferentes variedades de textura de solo, com preferência em solos argilosos.
Possui fotoblastismo positivo e em condições de insolação adequada sua taxa de germinação é entre 80% e 90%. As mudas crescem rápido e podem atingir quinze centímetros em dez semanas. Num ano podem atingir cerca de dois metros de altura. A altura máxima, entre 20 e 25 metros pode ser atingida é atingida em aproximadamente dez anos. Sua vida útil é de vinte a trinta anos. Ela pode ser facilmente desraigada. As folhas das mudas jovens não são lobadas e são aveludadas em ambos os lados. Sua maturidade sexual é atingida por volta dos três a cinco anos. A polinização ocorre por anemofilia. Forma um banco de sementes grande e persistente no solo da floresta.

### Fenologia
A produção de frutas ocorre o ano inteiro e leva cerca dum mês para o aglomerado de frutas amadurecer.

### Dispersão
Uma das principais formas de dispersão é a zoocoria, pois seus frutos são consumidos por diversos vertebrados da fauna, como: macacos, aves, esquilos e morcegos. As sementes passam pelo trato digestivo dos animais e são difundidos efetivamente em distâncias consideráveis. A dispersão também ocorre por meio da água e ser depositadas às margens de rios após inundações.

### Associação
É mirmecófita, possui uma associação simbiótica altamente especializada com colônias de formigas Azteca sp. que picam; possui órgão especializado no qual as formigas vivem. As formigas alimentam-se de açúcares produzidos nos corpos müllerianos na base dos pecíolos e em troca, as formigas protegem a árvore do ataque de outros herbívoros, tais como as formigas cortadeiras; entretanto essa associação não existe em Porto Rico, nem em outras ilhas do Caribe.

### Controle biológico
Foi notado o ataque de Kretzschmaria clavus (Fr.) Sacc., que é o agente causador da podridão das raízes da macadâmia (Macadamia integrifolia), na C. peltata no Havaí. Ela também é atacada por Historis spp. e várias outras espécies de lagartas de mariposas no seu ambiente nativo. Também foi notado o ataque às folhas de C. peltata pelos seguintes organismos em Porto Rico: Correbidia terminalis, Gynaecia dirce, Historis odious, Prepodes spp. e Sylepta salicalis, embora o efeito no crescimento e sobrevivência da árvore seja desconhecido, foi observado que esses organismos podem causar danos severos às folhas de árvores maduras. O estrangulamento por videiras é uma causa adicional da mortandade das árvores, sobretudo quando as árvores são jovens.

### Impacto ambiental
Há poucos estudos sobre a biodiversidade nativa quando a espécie é introduzida; uma das espécies prejudicadas nos Camarões pela competição foi a Musanga cecropoides, uma espécie pioneira nativa, que encontra-se em estado ameaçado de extinção devido ao monopólio do mesmo nicho.

## Distribuição geográfica
Ocorre naturalmente no Norte do Brasil, no bioma amazônico, em florestas de terra firme, nos estados: Acre, Amazonas, Pará e Roraima. Ela ocorre em maior concentração na America Central, mas também distribui-se no México e no norte da América do Sul. Ela foi introduzida em outros continentes, como: África nos países: Costa do Marfim, Camarões, Gana, Madagascar e Senegal  e é considerado espécie invasora nos três primeiros; Oceania nos países: Polinésia Francesa e Nova Caledônia e também foi introduzida no Havaí. Na África ela foi introduzida em plantações de café como árvore de sombreamento.
Não ocorre em áreas costeiras e áreas calcárias secas.

## Histórico taxonômico
As diferenças entre espécies do gênero Cecropia muitas vezes não são tão claras levando a uma certa confusão taxonômica. A C. peltata é considera um complexo de três espécies por algumas autoridades: C. peltata L. da América Central, Caribe e Norte da América do Sul, C. pachystachya Trécul. da parte central da América do Sul e C. concolor Willd. da Amazônia. Elas são morfologicamente semelhantes, mas suas distribuições geográficas ou ecológicas são diferentes levando a frequentes identificações errôneas. A taxonomia no gênero é um pouco confusa e mudanças de classificação podem ser esperadas.

## Utilidade
Os brotos jovens algumas vezes são cozidos e usados como alimento, suas frutas são comestíveis e consumidas cruas. É usado como árvore de sombreamento em plantações de café, por ser de crescimento rápido. Também é cultivada como árvore ornamental e usada como combustível.

### Madeireira
É usada na indústria madeireira na produção de madeira compensada e produtos de madeira de baixa qualidade, como caixas e palitos de fósforo.
Suas fibras podem ser usadas na produção de cordas, de sua madeira se produz pasta para papel com bom rendimento. Seus troncos ocos são usados como calhas e canos.

### Medicinal
É utilizada medicinalmente pela população de seu ambiente nativo como: analgésico, antiasmático, bactericida, fungicida, anti-inflamatório, antioxidante, diurético e laxante. Também é usada para tratar condições como: doença de Parkinson, reumatismo, diabetes, disturbios do fígado, pressão arterial alta e verrugas.

## Madeira
Possui densidade específica de 0,29, é considerada de baixa densidade e baixa qualidade.

## Nomes populares
No Brasil: embauba e caxeta; países anglófonos: trumpet tree, congo pump, pop-a-gun, snakewood tree, trumpet wood, wild paw paw; países hispânicos: guarumo; yagrumo hembra; francófonos: bois cannon, faux ricin, parasolier, pisse-roux e papyrus géant; Alemanha: Trompetenbaum; e Itália: legno trombetta.